# Dicranomyia lotax
Dicranomyia lotax är en tvåvingeart som först beskrevs av Alexander 1971. Dicranomyia lotax ingår i släktet Dicranomyia och familjen småharkrankar.
Artens utbredningsområde är Panama. Inga underarter finns listade i Catalogue of Life.